# Cartierul Ferneziu din Baia Mare

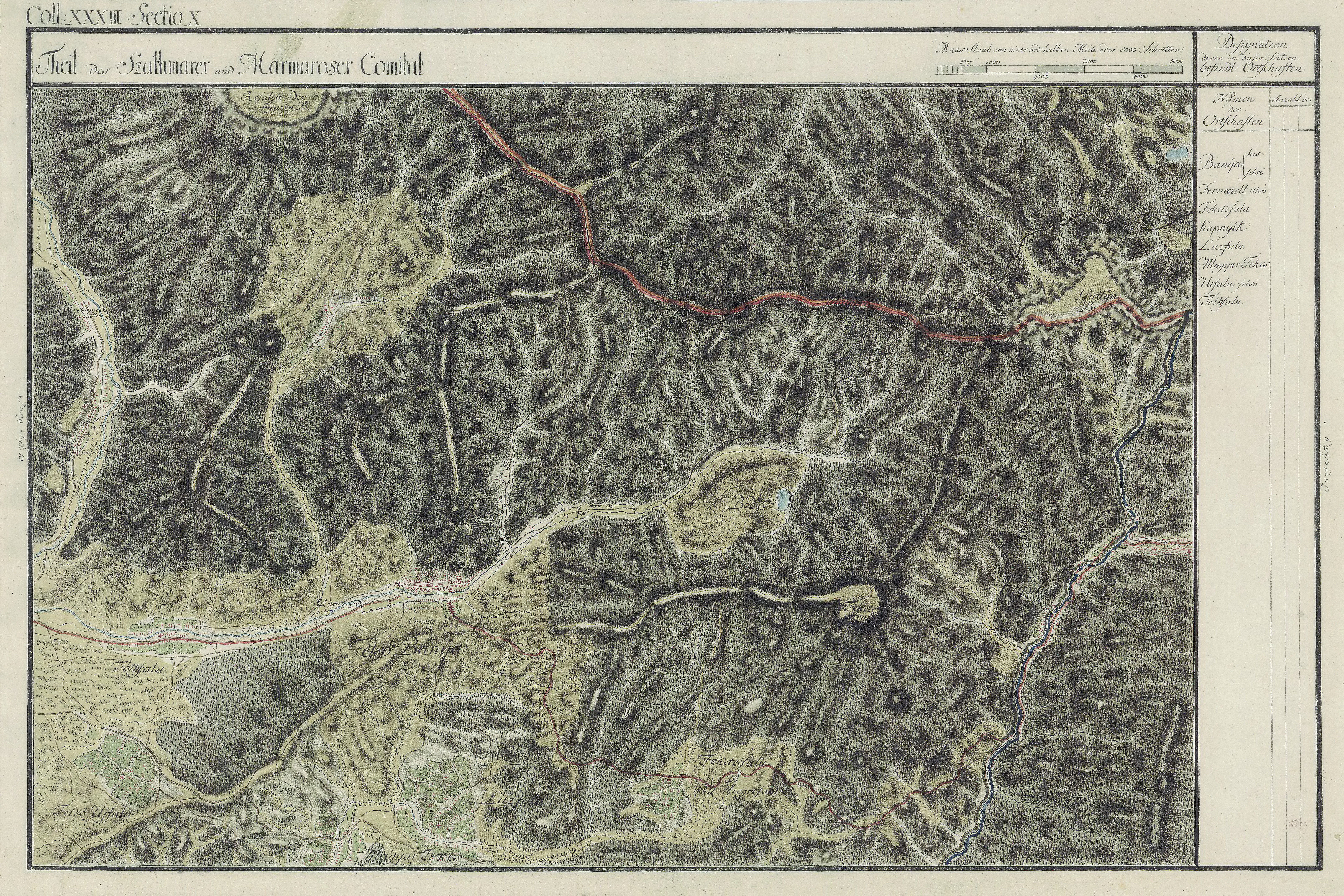
Ferneziu în Harta Iosefină a comitatului Sătmar, 1782–1785

Ferneziu  (în maghiară Alsófernezely) este un cartier al municipiului Baia Mare, situat în extremitatea nord-estică a acestuia. Aici este situată și uzina Romplumb, a cărei activitate a cauzat poluarea intensă a zonei cu compuși de plumb timp de mai multe decenii. La ora actuală, datorită investițiilor în instalații de filtrare, s-a redus mult poluarea zonei. Prin acest cartier trece drumul către stațiunea Izvoare și către zona turistică și de agrement Firiza.
Actualul cartier Ferneziu a fost un sat aparținător de comuna Firiza.

## Personalități
- Iosif Uglar (1920–2006), politician comunist, membru al Partidului Comunist Român din august 1945
- Ioan Ceterchi (1926–1992), membru corespondent al Academiei Române, ministru al justiției
- Lucian Mureșan (n. 1931), arhiepiscop al Arhieparhiei de Alba-Iulia și Făgăraș, cel mai înalt ierarh al BRU
- Alexandru Mesian (1937–2023), episcop greco-catolic de Lugoj